# 세풍초등학교
세풍초등학교는 대한민국 전라남도 광양시에 있는 공립 초등학교이다.

## 학교 연혁
- 1965년 11월 17일: 광양서국민학교 세풍분교 설치
- 1968년 3월 1일: 세풍국민학교로 승격 인가
- 1968년 10월 10일: 세풍국민학교 개교
- 1981년 3월 1일: 병설유치원 인가
- 1996년 3월 1일: 세풍초등학교로 교명 변경
- 2016년 2월 17일: 제46회 졸업(총 졸업생 수:2,173명)
- 2016년 3월 1일: 제17대 나연심 교장 부임

## 참고 자료
- 세풍초등학교 - 한국교육학술정보원 학교알리미